# 席田村 (福岡県)
席田村（むしろだむら）は、福岡県筑紫郡にあった村。旧・筑前国。福岡市へ編入され、現在は博多区・東区、糟屋郡志免町の一部となっている。

## 地理
那珂郡と糟屋郡に挟まれた、御笠川東岸の低地に位置していた。
町村制施行の時点で、一郡一村であったが、地元の伝承や貝原益軒の『筑前国続風土記』によると、那珂郡と糟屋郡のちょうど中間にあたり、どちらにも決められずに席田郡として独立させたとされている。

## 歴史
- 1889年4月1日 - 町村制施行により席田郡金隈村、立花寺村、上月隈村、下月隈村、雀居村、平尾村、青木村、上臼井村および下臼井村の一部が合併して席田郡席田村発足。
- 1896年4月1日 - 郡の統合により所属郡が筑紫郡に変更[2]。
- 1933年4月1日 - 早良郡姪浜町とともに福岡市へ編入